# Zbigniew Adamczyk (ur. 1958)
Zbigniew Adamczyk (ur. 19 stycznia 1958 w Łodzi) – polski polityk, przewodniczący Stronnictwa Demokratycznego w latach 1991–1992. 

## Życiorys
Ukończył studia na Politechnice Krakowskiej. Do SD wstąpił w 1984. Po transformacji ustrojowej pracował m.in. w dziale ogłoszeń „Kuriera Polskiego”. Był przewodniczącym Głównej Komisji Rewizyjnej SD. Po ustąpieniu Aleksandra Mackiewicza z funkcji przewodniczącego SD objął obowiązki nowego prezesa, wygrywając niewielką przewagą głosów rywalizację z Andrzejem Bondarewskim. W czerwcu 1992 odszedł ze stanowiska, a 27 września 1992 został zawieszony w prawach członka SD za rzekomą niegospodarność. W czerwcu 1993 Sąd Partyjny SD uchylił zarzuty wobec niego.
Po odejściu z funkcji partyjnych był wieloletnim pracownikiem mediów audiowizualnych. W 2013 został wiceprzewodniczącym nowo powstałej partii Polskie Stronnictwo Demokratyczne (założonej przez byłych działaczy SD) w województwie małopolskim.